# НИИ Косметики
НИИ Косметики (Институт Косметики, NII Cosmo) — советская и российская indie рок-группа, созданная в 1985 году вокалистом и лидером групп «Бегемот», «Металлолом», «Опасное место» Доктором Мефодием (Dr Mefody). Первый концерт «НИИ Косметики» состоялся весной 1985 года (тогда группа носила название «Институт Красоты»).
Другие варианты названия этой группы: «Институт красоты», «Институт косметики», «Военный институт косметики», «ВНИИ Косметики», «NII Cosmo».

## История группы
Группа «НИИ Косметики» («Институт Красоты», «Институт Косметики», «NIICosmo») была создана в 1985 году экс-вокалистом групп «Бегемот», «Металлолом», «Опасное место» Доктором Мефодием. Первый концерт «НИИ Косметики» состоялся весной 1985 года (тогда группа носила предварительное название «Институт Красоты») . В самый первый состав группы в 1985 году вошли:
- Мефодий — автор, вокал, шоу
- Андрей Инспектор — гитара
- Алексей Дуйсбург — гитара, бас
- Дядя Сэм — клавишные
- Валерий Фишман — ударные
- Mlle Nitouche — альт саксофон
- Гарри Смит — шоумен
- Юлия Жюли — шоу
- ЮТу — шоу

Мефодий, лидер группы, в течение нескольких сроков был депутатом сельсовета в Московской области. Там же он заведовал и домом культуры, где размещалась репетиционная база его группы.
Концерты НИИ Косметики в те годы проходили совместно с другими независимыми группами такими как Чудо Юдо, Ночной Проспект, Чёрный Кофе, Среднерусская Возвышенность, Крематорий, Нате!, Тупые, Чук и Гек, F20 и другими.
Зимой 1986 года в Московском геологоразведочном институте состоялся подпольный ночной концерт «Института Косметики» (НИИ Косметики) с участием групп «Чук и Гек» и «Тупые». Группа НИИ Косметики полюбилась редколлегии одного из главных журналов российского рок-самиздата «Зомби», и на протяжении нескольких номеров в «Зомби» публиковались различные материалы, посвящённые «НИИ Косметики».
Первый альбом Института Косметики / НИИ Косметики «История болезни» был записан в 1986 году.
Состав группы во время и после записи первого альбома сильно изменился — гитарист Инспектор и клавишник Дядя Сэм уходят, басиста Алексея Дуйсбурга призывают в армию. Из старых участников, помимо Мефодия, остаются только барабанщик Валерий Фишман и шоумен Гарри Смит.
На смену ушедшим музыкантам в состав приходят:
- Вадим Ниф-Нифов — бас-гитара
- Владимир Крючков — гитара
- Вадим Цымбал — гитара
- Александр Заборов — саксофон
- Валерий Фишман — ударные
- Инна Желанная — клавишные, вокал

Меняется звучание и смысловая нагрузка. Группу решено окончательно переименовать из «Института Косметики» в «НИИ Косметики».
Самые популярные песни «НИИ Косметики» — «Пушка», «Половое равенство», «Оборотень-лис».
В декабре 1986 года сценарист и актёр Аркадий Высоцкий предложил режиссёру Сергею Соловьеву НИИ Косметики для съемок в его новом фильме. И НИИ Косметики принял участие в пробных съемках кинофильма "Асса" С. Соловьева. Однако дальше пробных съемок дело не пошло, так как НИИ Косметики выглядели уж слишком неформально даже для этого неформального по тем временам кинофильма.
Зимой 1987 года группу покидает клавишница и вокалистка Инна Желанная и барабанщик из первого состава Валерий Фишман.
- Dr. Мефодий — автор, вокал, шоу
- Вадим Ниф-Нифов — бас-гитара
- Владимир Крючков — гитара
- Александр Заборов — саксофон
- Владимир Лихачев — клавишные
- Александр Кудинов — ударные
- Гарри Смит — шоумен
- Юлия Жюли — шоу
- ЮТу — шоу

В данном составе группа записывает альбом НИИ Косметики «Военно-половой роман».
По определению московской «СДВИГ-Афиши», тематика песен «НИИ Косметики» тяготела к «анти-военным темам».
Администратором группы НИИ Косметики стал Артур Гильдебрандт.
В конце 1987 года Мирослав Немиров пригласил НИИ Косметики в Ростов-на-Дону для участия в фестивале Ростовского рок-клуба, но выступление на фестивале не состоялось, поскольку фестиваль в последний момент был запрещён администрацией города.
Вместо этого артисты НИИ Косметики Доктор Мефодь, Заборов и Жюли дали серию квартирников в Ростове и выступили в зале Ростовской филармонии с акустическим концертом перед союзом ростовских композиторов.
До самого конца 1987 года группа находилась в глубоком андеграунде ещё и потому что группа НИИ Косметики попала в списки запрещенных в СССР. Официальным организаторам было запрещено приглашать НИИ Косметики на любые публичные выступления. Так, к примеру, несмотря на неимоверные усилия Пита Колупаева по продвижению «НИИ Косметики» на знаменитый Подольский рок-фестиваль, концерт «НИИ Косметики» был строго запрещен надзорными органами.
В ответ на официальные запреты, НИИ Косметики организовывали концерты сами.
В 1988 году, в конце лета, Dr. Мефодь вместе со своими ростовскими друзьями организовал первый в СССР 2-дневный фестиваль Андеграунд-88 возле аэропорта «Быково», на который съехались около 30 андеграундных коллективов со всего СССР.
Появление «НИИ Косметики» на фестивале Московской рок-лаборатории «Первый панк-съезд» в концертном зале Мосгипротранса вызвало ажиотаж. В то время уже не действовали так называемые «черные списки», наступила оттепель.
Осенью 1988 года режиссёр Александр Сорокин начал работу над своим новым фильмом «Комитет Аркадия Фомича»  и пригласил Мефодия поработать над музыкальным рядом, а также сняться в эпизоде с актёром Евгением Шутовым.
Для этого фильма Dr. Мефодь написал две песни — «Спид в Москве» и «Шальные дяди», которые были записаны в тон-студии киностудии Горького в Москве летом 1989 года при участии бас гитариста группы «Доктор» Сергея Сулименко.
Однако, легализация группы повлекла за собой перемены в составе. Гарик Сукачев привел на концерт НИИКосметики Стаса Намина, после чего НИИКосметики стал одной из групп Центра Стаса Намина, который располагался в Парке Горького в Москве.
Не все члены группы могли совмещать свою работу с работой артиста.
Состав группы НИИКосметики 1988—1989:
- Dr. Мефодий — автор, вокал, шоу
- Алексей Поляков — бас-гитара
- Сергей Зайцев — гитара
- Александр Заборов — саксофон
- Игорь Иркутский — гитара
- Sir Алекс Честер — клавишные
- Михаил Лузанов — ударные
- Гарри Смит — шоумен
- Юлия Жюли — шоу
- ЮТу — шоу

В начале 1989 года после серии гастролей по СССР в связи с творческими разногласиями «НИИ Косметики» распался. Мефодий решил заняться постановкой театрализованных программ. Музыканты ушли работать в группу «Монгол Шуудан».
Под старым брендом «Институт Косметики» было создано красочное музыкально-театральное шоу «Ультра-Эротика», которое имело бешеный успех в СССР и за рубежом.
Состав группы НИИ Косметики (Институт Косметики) на 1989-90 гг:
- Dr. Мефодий — автор, вокал, шоу
- Александр Наумов — бас-гитара
- Владимир Спирин — гитара
- Юрий Малетин — клавишные
- Юлия Жюли — шоу
- ЮТу — шоу

В 1990 году Мефодий и группа записали альбом НИИ Косметики "Герои порнобасен", далее Мефодий уехал в Нидерланды, где осуществлял постановку спектаклей в ночных клубах Амстердама, а также писал музыку для шоу и кинофильмов.
В 1992 году были попытки возродить как проект рок-группу «НИИ Косметики» со стороны бас гитариста НИИ Косметики Алексея Полякова. Мефодий согласился приехать и обсудить планы. Но осенью Алексей Поляков был убит в своем заведении, которое было первым настоящим рок-клубом города Москвы. Это было очень тяжелое потрясение для Мефодия, надолго выбившее его из колеи.
В 1995 году Мефодий снова вернулся в Москву и начал готовить новый материал к возрождению рок-группы «Институт Косметики».
Вместе с писателем Катей Frozen были написаны «Наша жизнь», «Пьяный шофер», «Чикатило», «Киллер Woman» для нового альбома «Криминал». В том же году при поддержке старых друзей Павла Хотина и Юрия Орлова в клубе «Акватория» прошёл концерт-презентация альбома «Криминал» от «Институт Косметики 3.0».
В 1996 году Мефодь запустил проект под названием «Золотой фараон», куда вошли также песни написанные им в соавторстве с автором песен Суперстасом.
Осенью 1997 года Мефодь и его друг Влад Полосухин запустили новый проект — сольный альбом Доктор Мефодий «Вторжение».
В этот альбом вошли три песни, написанные в соавторстве с автором эстрадных песен Суперстасом («Убегали дни», «Динь-Дон», «La Luna»).
Презентация программы «Вторжение» состоялась 4 марта 1998 года в клубе «Не Бей Копытом».
Состав «Института Косметики» на 4 марта 1998:
- Dr. Мефодь — автор, вокал, шоу
- Дядя Сэм (мульти инструменталист)
- Юрий Малетин (клавиши)
- Тимофей Бабаков (гитара, сын солиста ВИА «Голубые гитары»)
- Хелен Антимони (бэк-вокал)
- Алекс Демидофф (саксофон)
- Sir David (шоумен)
- Mlle Esméralda (хореография, дэнсинг)
- Владимир Ольшанов (хореография, шоумен)
- Роман Латенко (семплерные приборы, DJ-оборудование)

Состав группы «Институт Косметики» на 1999.06.06:
- Dr. Мефодь — автор, вокал, шоу
- Дядя Сэм (бас гитара)
- Юрий Малетин (клавиши)
- Тимофей Бабаков (гитара)
- Хелен Антимони (бэк-вокал)
- Vlad (клавиши)
- Владимир Ольшанов (хореография, шоумен)

Альбом «Вторжение» вышел в 2000 году. При этом сингл под названием «Вторжение» был записан Мефодием позже. Эту песню Мефодь посвятил своему другу — актёру театра и кино Александру Пескову.
Состав группы на 2000 год:
- Dr. Мефодь — автор, вокал, шоу
- Юрий Малетин (клавиши)
- Тимофей Бабаков (гитара)
- Хелен Антимони (бэк-вокал)
- Барон Münchhausen (бас, бэк-вокал)
- Мастер Эд (мульти инструменталист)

В 2004 году Dr. Мефодий и Michele Filimoncello начали и завершили работу над проектом «Счастливый Конец», в записи которого принимали участие также Olga Filimoncello (скрипка Stradivarius) и юная Mlle Marusienne] (вокал, бэк-вокал.
В этот альбом вошли 5 композиций:
«Мистер Х», 
«Пиковая Дама», «ГамлЕт», «Полёт Шамиля», "Девочки-девчонки".
В 2012 году Мефодий возродил группу «НИИ Косметики» в Ломбардии, группа имела название «NIICosmo», исполняла песни Мефодия на английском языке и играла, в основном, в ночных клубах Милана.
В 2016 году Мефодий в Монако встретил вокалистку Mlle Марусьенн из своего проекта 2004 года «Счастливый Конец», которая предложила ему возродить группу НИИ Косметики.
Осенью 2018 года основатель фестиваля «Боль» Степан Казарьян связался с Мефодием и пригласил группу «НИИ Косметики» выступить на фестивале.
6 июля 2019 года состоялось эксклюзивное концертное выступление группы НИИ Косметики на фестивале «Боль».
Некоторые музыкальные обозреватели называли возвращение «НИИ Косметики» главной интригой фестиваля этого[какого?] года.

## Дискография
- 1986 — «История болезни». Продюсер альбома — Dr. Mefody
- 1987 — «Военно-половой роман». Продюсер альбома — Dr. Mefody
- 1990 — «Герои порнобасен». Продюсер альбома — Dr. Mefody
- 1995 — «Криминал». Продюсер альбома — Dr. Mefody
- 1997 — «Золотой фараон». Продюсер альбома — Dr. Mefody
- 2000 — «Вторжение». Сольный альбом Мефодия, в который вошли как новые песни, так и старые хиты «НИИ Косметики». Продюсер альбома — Dr. Mefody
- 2004 — «Счастливый конец». Продюсер альбома — Dr. Mefody

## Цитаты
- «Нельзя закрывать глаза и на то, что многие самодеятельные группы типа „Крематория“, „Грунтовой дороги“, „Института красоты“ устраивают концерты, исполняя подражательные поделки доморощенных сочинителей и нанося ущерб музыкальным вкусам молодёжи»[17] — Н. М. Кейзеров, Е. А. Ножин, 1987.
- «О советском пост-панке и нью-вейве вспоминают так редко, что порой доходит до откровенных курьезов: так, многие отечественные меломаны узнали о группе „НИИ Косметики“ лишь благодаря миксу Ариеля Пинка для Fact Magazine»[18] — Юрий Катовский, 2011. Сам Ариэль Пинк в интервью изданию «Бумага» прокомментировал включение композиции «Счастлив как никогда» в свой сборник «FACT Mix 152»: «Мне его принесла моя подруга, Пайпер Каплан из группы Puro Instinct — они очень интересуются подобными штуками — и сказала, что этот трек напоминает ей мою музыку. Не знаю, где она сама его достала»[19].